# Comptiq
 (novembre 2018).
Si vous disposez d'ouvrages ou d'articles de référence ou si vous connaissez des sites web de qualité traitant du thème abordé ici, merci de compléter l'article en donnant les références utiles à sa vérifiabilité et en les liant à la section « Notes et références ».
Comptiq (コンプティーク, Konputīku) est un magazine japonais sur les jeux vidéo et Anime manga. dit (MediaMix Game Magazine) depuis 2003.
Première publication le 10 novembre 1983 par Kadokawa Shoten. Le nom « Comptiq » viens d'une combinaison de mot « computer » et « boutique ». Le magazine a publié plus de 800 numéros. C'est un magazine mensuel à 1080 yen qui sort ses hors séries sous le nom "Compu H’s(コンプ H’s/Comp Heroines)".
Comptiq délaisse la chronique des jeux au profit du magazine Newtype du même holding.

## Mangas publiés dansComptiq
- .hack//tasogare no udewa densetsu
- Air (univers de fiction)
- D.C. ～Da Capo～
- Demonbane
- Eden's Bowy
- Fate/Extra
- Fate/stay night
- Gunbuster
- IZUMO2
- Lucky☆Star
- Shuffle! -Days in the Bloom-
- Tales of Vesperia
- Touka Gettan
- Tsuyokisu ou Tsuyokiss
- Yoake Mae Yori Ruri Iro Na, (Crescent Love)
- hack//G.U. The World (Vol.1 à Vol.12)

## Jeux vidéo
La plupart des jeux sortis au Japon depuis 1983 ont été critiqués dans le magazine et certains adaptés en manga au sein de celui-ci.
- Melty Blood (manga et jeux)
- Ys (manga et jeux)